# 佐治·費恩特
佐治·安德魯·佐敦·弗兰德（英語：George Andrew Jordan Friend，1987年10月19日—） 是一名英格蘭足球員，場上司職後衛，可以擔任中堅或左閘，現時效力英甲球會布里斯托尔流浪者。

## 足球生涯

### 埃克塞特
佐治·費恩特出身當時仍為非聯賽球隊的青訓系統，於2006年3月簽署首份為期兩年的職業球員合約。2006年4月17日對格林森林流浪的比賽，他首次職業生涯上場並以0-0戰平。
2007/08年球季是其事業起飛的開端，以隊長身份帶領球隊在溫布萊球場附加賽決賽以1-0擊敗剑桥联，取得升級英乙聯賽的最後一張入場劵。

### 狼隊
2008年9月1日轉會窗關閉前，佐治·費恩特轉投英冠的狼隊，初步轉會費為35萬英鎊，簽約兩年並有一年延長選擇。首年為狼隊上陣6場，而球隊亦取得晉級至英超的資格，來季在英超作賽。
為了獲得更多比賽機會，他在2009年8月至9月間外借至英甲球會米尔沃尔。然後在9月18日外借到绍森德，並在那裡打進他首顆進球，在對南安普顿的比賽以自由球直射入網。由於南安普顿的財政問題，使他延長在該球會的外借期交易告吹，弗兰德在外借期結束後再次被外借，這次是斯坎索普联，他在斯坎索普联效力了六星期。
由於狼隊受到傷患潮影響，弗兰德被召回作為球隊替補，這亦使他在2009年9月對曼聯的比賽，首次在英超賽場上比賽，這亦是他代表狼隊唯一一次上場，之後他被外借回埃克塞特城至季末。

### 唐卡斯特流浪
約滿後被放棄的他加盟英冠的，簽約兩年。2010年8月7日球季接幕日對普雷斯顿的比賽便首次代表新球隊上場，並以2-0取勝。9月11日對沃特福德的比賽打進他在唐卡斯特流浪的首顆進球，最終以2-2打和。費恩特在唐卡斯特流浪穩取得一席左後衛正選，更於翌季獲委擔任隊長，並獲選球迷及球員票選的雙料球會年度最佳球員，但唐卡士打於球季結束後降班返回英甲。

### 米德尔斯堡
2012年7月23日，佐治·費恩特轉投另一支英冠球隊，簽署三年合約。2012年8月英格蘭聯賽盃對伯里的賽事首次上場。

### 伯明翰
費恩特拒絕了米德尔斯堡的續約，成為了自由身球員。2020年8月15日，他與另一英冠球會伯明翰簽約加盟，簽約兩年及一年延長權，與前米德尔斯堡教練艾托·卡兰卡團聚。

## 外部連結
- 足球数据库：佐治·費恩特的球员统计数据